# Кінгстон-Лейсі
Кінгстон-Лейсі (або Ласи (Лассі), англ. Kingston Lacy) — дворянський садибний будинок і навколишній його однойменний маєток недалеко від Уимборн-Минстера в графстві Дорсет в Англії, в даний час належать британському Національному фонду об'єктів історичного інтересу або природної краси. З XVII і до кінця XX століття це була резиденція сім'ї Бенкс (англ. Bankes), члени якої раніше проживали неподалік у замку Корф до моменту його руйнування у ході Громадянської війни в Англії, здійсненого після того, як його тодішні власники, сер Джон Бенкс і леді Мері, прийняли сторону невдачливого короля Карла I, згодом програв війну прихильникам Парламенту. Сім'я володіла частиною 8000 акрів навколишніх дорсетських земель і берегової лінії.

## Історія
Землі, на яких стоїть будинок, спочатку входили до складу королівської садиби в маєтку (маноре) Уимборн. Початковий панський будинок, значно розширений у період Середньовіччя, стояв на північ від нинішнього будинку і використовувався в якості мисливського будиночка, при якому північно-західніше перебував оленячий парк. Землі маєтку здавалися в оренду на користь корони вірним їй людям, що включали лордів де Лейсі (Лассі (de Lacys)), графів Линкольнских, що займали його поряд з територіями Шепвика і Бландфорда (Бландфорд-Форум). До XV століття маєток було здано в оренду Джону Бофорту, герцогу Сомерсетскому, чия дочка леді Маргарет Бофорт, мати короля Генріха VII, була вихована в Кінгстон-Лейсі.

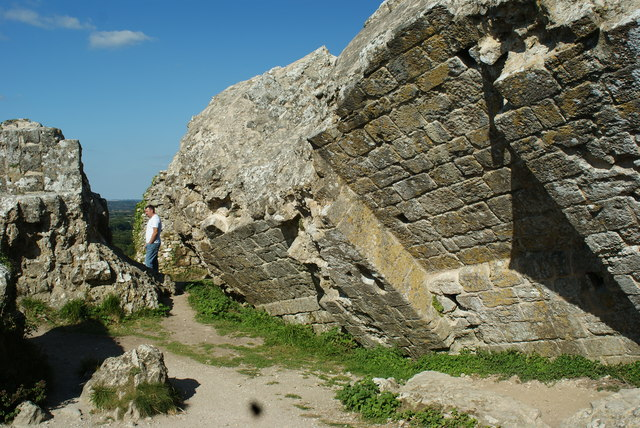
У XVII столітті замок Корф був знесений за наказом парламенту

До XVI століття весь будинок був у руїнах. У 1603 році король Яків I віддав ці землі серу Чарльзу Блаунту, чий син пізніше продав маєток у 1636 році серу Джону Бенксу, який у 1634 році був призначений генеральним прокурором короля Карла I. Сер Джон народився в Камберленде, а своїми великими юридичними працями придбав маєток із замком Корф. Під час англійської Громадянської війни з 1642 року сім'я Бенкс залишилася вірна короні, що призвело до загибелі сера Джона в Оксфорді в 1644 році, і після двох Парламентських облог, які намагалася відбити Мері Бенкс, до руйнування замку Корф у 1645 році.
У березні 1645 року парламент проголосував за знесення замку Корф, руїни замку збереглися до цього часу. Його камені використовувалися місцевими розореними селянами для того, щоб відновити свої власні будинки.

## Будівництво

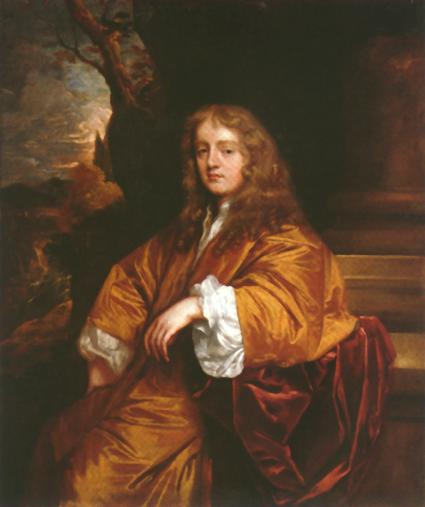
Сер Ральф Бенкс, за життя якого був побудований Кінгстон-Лейсі, портрет роботи сера Пітера Лелі.

Після реставрації монархії в 1660 році сім'я Бенкс повернула собі свої володіння. Замість того, щоб відновити зруйнований замок Корф, найстарший син Ральф Бенкс вирішив побудувати новий будинок в їх іншому дорсетському маєтку поблизу Уимборна (Уимборн-Минстера).
У 1663 році Ральф доручив серу Роджеру Пратту спроєктувати новий маєток, який буде називатися Кінгстон-хол, на нинішньому місці, спираючись на проєкт Кларендон-хауса, який Ральф відвідував до того кілька разів. Будівництво будівлі з червоної цегли почалося в тому ж році і було завершено до 1665 р. Будівля має два поверхи плюс підвал і горище, освітлювану через слухові вікна. Покрита свинцевими листами шатровий дах має центральний плоский ділянку, оточений балюстрадою з куполом, що підноситься з його центру. В хату входять з півночі через прибудований пізніше, в середині XIX століття порткошер (навіс над під'їздом), а розташована на південь центральна двері веде до мощеної кам'яними плитами терасі, що простягається на всю ширину будівлі. Східний фасад має триаркову лоджію з виходом в сад, у той час як західний веде до більш пізньої, XVIII століття пральні та городу.
Інтер'єри були спроєктовані під впливом Ініго Джонса, але виконані його спадкоємцем Джоном Уєббом, що підтвердилося багато років потому, коли Національний фонд виявив план Уебба під час офіційного прийняття садиби в своє відання. Розташований в центрі 164 га садиби, новий будинок був оточений 5 га регулярних садів і прогулянкових майданчиків з квітниками, деякі з яких були обнесені кам'яними парканами, в той час як суворі алеї розходилися промінням по всім оточуючим 159 га паркових угідь.

## Історія
Після смерті сера Ральфа, що настала в 1677 році, будинок здавався в оренду його вдовою з 1686 і 1688 років герцогу Ормондскому. Джон Бенкс Старший повернув маєток сім'ї в 1693 році і зі своєю дружиною Маргарет, дочкою сера Генрі Паркера з Хонингтон-холу в графстві Уорікшир завершив виконання більшої частини первинних планів свого батька по розвитку території. Після передачі садиби його другого сина Генрі в 1772 році, той реконструював будинок, побудував новий флігель для прислуги і обгородив паркові угіддя для кращого управління їх сільськогосподарським використанням.
Закон про обгороджування 1784 р. дозволив Генрі Бенксу-молодшому, онукові Ральфа Бенкса, об'єднати садибні землі на сучасній території. Це дозволило йому ліквідувати село Кінгстон, що розташовувалася поруч з існуючим до XVI століття будинком єгеря; відвести Блендфордську дорогу B3082; перетворити колишні сільськогосподарські землі в паркові угіддя. Він зробив ще деякі незначні зміни в 1820-х рр. перш ніж став депутатом британського парламенту від «гнилого містечка» Корф. Він був одним з опікунів Британського музею і його парламентським адвокатом, і деякі з його особистих колекцій, які колись були частиною садиби, в даний час знаходяться в музеї. Бенкс часто приймав своїх друзів Вільяма Пітта-молодшого і Артура Уелслі, 1-го герцога Веллінгтона в своєму будинку.
Його син, відомий мандрівник і шукач пригод Джон Вільям Бенкс, доручив своєму другові Чарльзу Беррі (Баррі) (пізніше отримав титул сера, відомому своєю роботою над Вестмінстерським палацом), облицювати червоноцегляну будівлю і збільшити своє друге маєток Сотон-хол (Soughton Hall). Будинок, який тепер став офіційно відомий як Кінгстон-Лейсі, був значно реконструйований Беррі в період між 1835 і 1838 роками: він облицював цегляні стіни чилмаркским вапняковим каменем (використовувалися і при зведенні знаменитого стародавнього собору в Солсбері); додав по високій трубі в кожному кутку і знизив рівень землі з одного боку, оголивши цокольний поверх і сформувавши новий парадний вхід. Він також посадив липові алеї вздовж Блэндфордской дороги, з яких сьогодні близько 3,5 км було збережено.

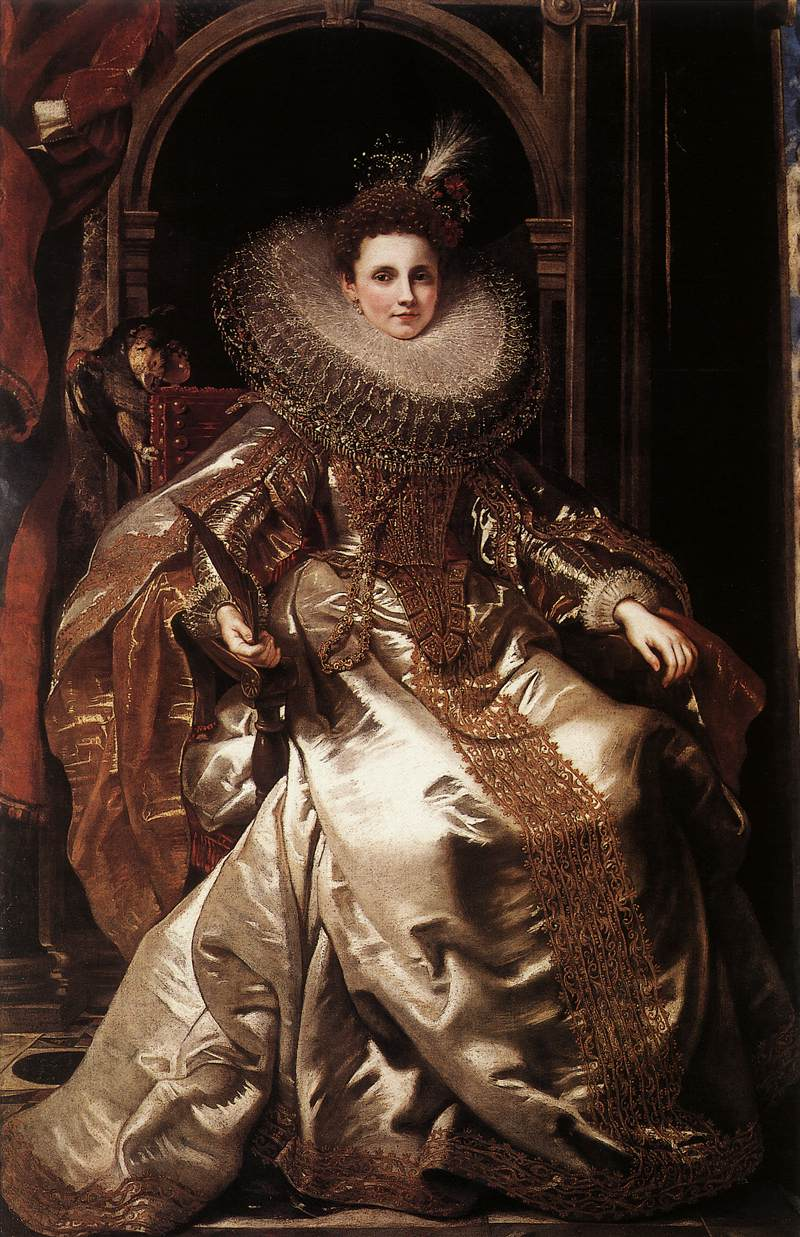
Пітер Пауль Рубенс. Портрет Марії Серра Паллавичино із зібрання Кінгстон-Лейсі.

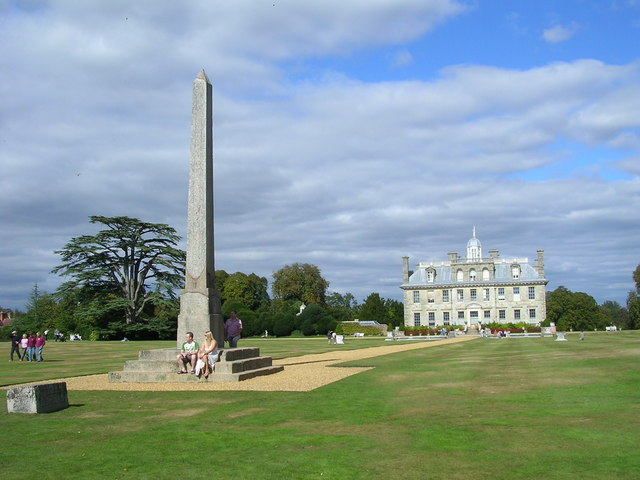
Давньоєгипетський жрецький обеліск з острова Філи на річці Ніл перед будинком у Кінгстон-Лейсі

Джон Вільям Бенкс зібрав більшість тих предметів старовини, які в даний час є частиною колекцій садиби. Він багато подорожував по Близькому Сходу і Сходу в цілому, зібравши найбільшу приватну колекцію єгипетських старожитностей у світі. Найбільш помітним є жрецький обеліск з єгипетського острова Філи, який він привіз із Єгипту, що виділяється на території маєтку і представляє інтерес для вчених, розшифровуючих його написи. Він також придбав в Генуї, в Італії портрет Марії ді Антоніо Серра роботи Пітера Пауля Рубенса, написаний з нагоди її одруження з герцогом Ніколо Паллавічіні у 1606 р.
У 1841 році, після того, як він був викритий у скандальному гомосексуальному епізоді, який міг би привести до його судового переслідування та смерті, Вільям Джон втік з країни в Італію. Він продовжував повертати предмети, які збирав, в будинок і, за чутками, повертався у дім іноді, щоб оглянути свою колекцію, аж до своєї смерті у Венеції в 1855 р.
Під час відсутності Вільяма Джона маєтком керував його брат, канонік Джордж Бенкс, який успадкував маєток після смерті братів, але за рік до своєї власної в 1857 р.  Його наймолодший онук Уолтер Ральф успадкував маєток у 1869 році; він в подальшому був у шлюбі з Генріеттою і мав сина на ім'я Генрі Джон Ральф Бенкс. Після смерті Уолтера, що сталася в 1902 році, його вдова справила останні значні зміни в тодішньому маєток, в тому числі зробила будівництво церкви (1907 р.), нових в'їзних павільйонів (1912-13гг.) і численних садибних котеджів. В 1923 році управління перейшло до Ральфу Бенксу, прапрапрапрапрапраправнуку творця нинішньої садиби сера Ральфа Банкса. Під час Другої світової війни 2 в південно-східній частині парку був створений великий військовий табір, і вона була відновлена тільки після того, як Національний фонд прийняв маєток у власність.
По своїй смерті, яка настала в 1981 році, Ральф заповів маєток Кінгстон-Лейсі (у тому числі 12 працюючих ферм і замок Корф) Національного фонду, що є найбільшим заповітним даруванням на користь цієї організації на сьогоднішній день.

## Колекції
На експозиції в будинку представлена цінна колекція витонченого мистецтва і предметів старовини, яка була зібрана багатьма поколіннями сім'ї Бенкс. В одній з кімнат, Іспанському залі (названому так за картин Мурільйо, що були розвішані там), стіни обвішані золоченою шкірою. Це приміщення було нещодавно реставровано за ціною в кілька сотень тисяч фунтів протягом п'яти років. Інші важливі колекції включають живописні зображення сім'ї, що йде корінням в історію більш ніж на 400 років. Інші твори мистецтва включають роботи Веласкеса, Ван Дейка, Рембрандта і Брейгеля.
Крім Іспанського залу, найхарактернішою з кімнат є бібліотека, на стіні якої висять величезні ключі від зруйнованого замку Корф, повернуті в руки Мері Бенкс після захисту нею замку Корф під час Громадянської війни. Парадна опочивальня надзвичайно багато декорована і приймала таких важливих гостей, як кайзер Вільгельм II, який зупинявся у садибі з родиною протягом тижня в 1907 р. Парадні сходи являє приклад прекрасної роботи по каменю і має три величезні статуї, які дивляться на сади зі своїх постаментів. Вони зображують сера Джона Бенкса і леді Бенкс, захисників замку Корф, і їх покровителя, Карла I.
На території садиби є Бэдбери-рінгс (укріплення часів залізного століття) і давньоримська дорога від Дорчестера до Старого Сарума [Архівовано 16 квітня 2021 у Wayback Machine.] (район міста Солсбері і мегалітичної пам'ятника Стоунхенджа). З-поміж садибних будівель слід відзначити кілька величезних кам'яних воріт, які стоять на в'їздах в маєтку Лейсі. Будинок і сади відкриті для публіки і в 2011 р. взяли 234 124 відвідувачі.

## Цікаві факти
- Інтерес до давньоєгипетського спадщини і, зокрема, спадщини острова Філи був підігрітий європейськими засобами масової інформації у зв'язку з проведенням дослідного космічного польоту в рамках проєкту Європейського космічного агентства «Розетта» до комети Чурюмова-Герасименко з посадкою 12 листопада 2014 р. на ядро комети спускного апарата «Філи», названого на честь острова. Весь проєкт також названий по важливого європейського відкриття в області давньоєгипетської культури, а один з лабораторних модулів названий «Птоломей»[6].
- В середині другого десятиліття 21-го століття н. е. британські вчені проводять дослідження стану обеліска і написів на ньому з використанням новітніх методик[7]. Оксфордські вчені сподіваються краще розібрати нечіткий грецький напис, а також упевнитися, що на старій літографії єгипетські ієрогліфи відтворені з обеліска правильно. Для цього напису фотографуються під різними кутами, що дозволить усунути спотворення зображень рельєфних знаків їх тінями (рефлективна трансформаційна візуалізація, англ. RTI — reflective transformational visualisation — див. Поліноміальні texture mapping[en]).

## Галерея

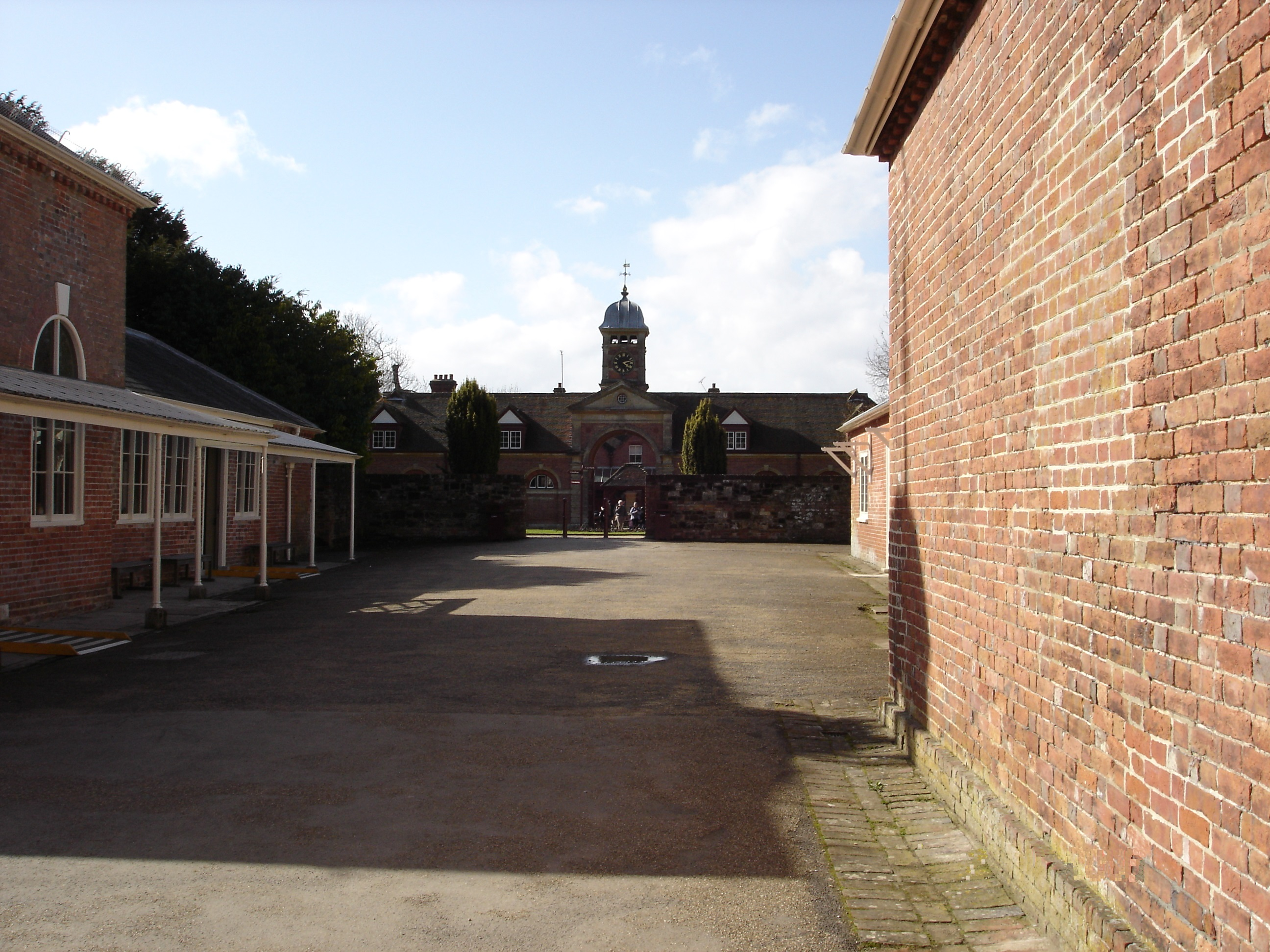
Кінгстон-Лейсі: кухні, пральні та стайні.
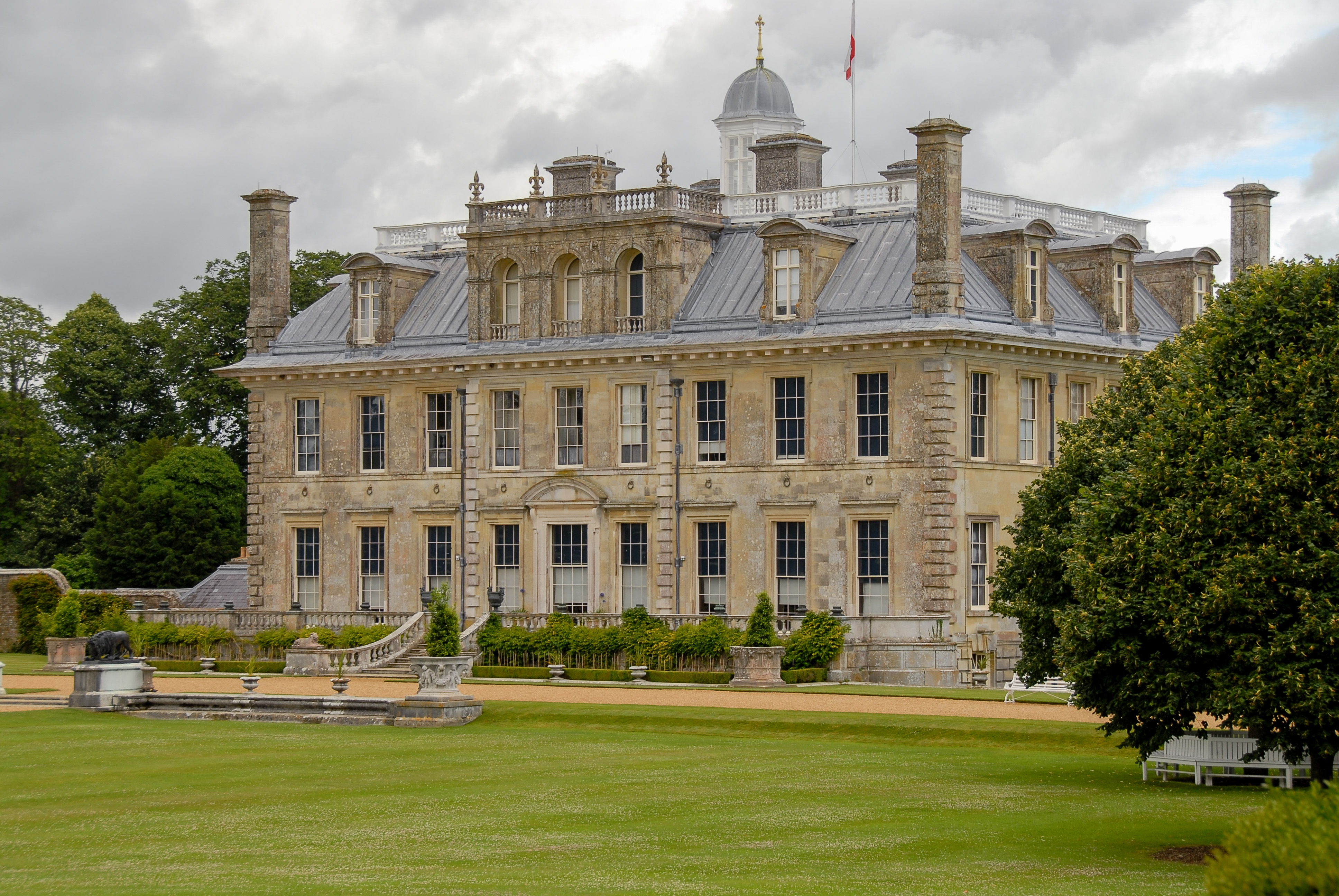
Вид будинку з південно-заходу.
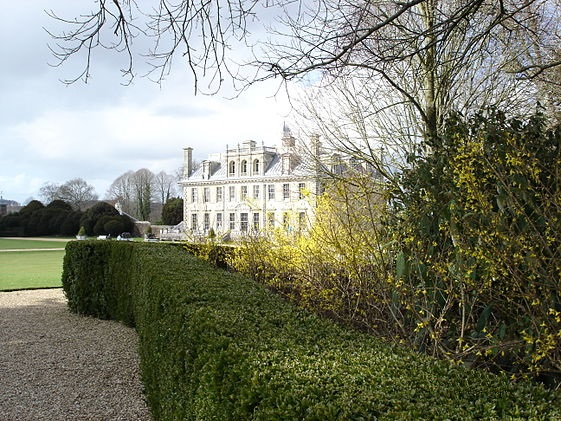
Вид на будинок з боку саду
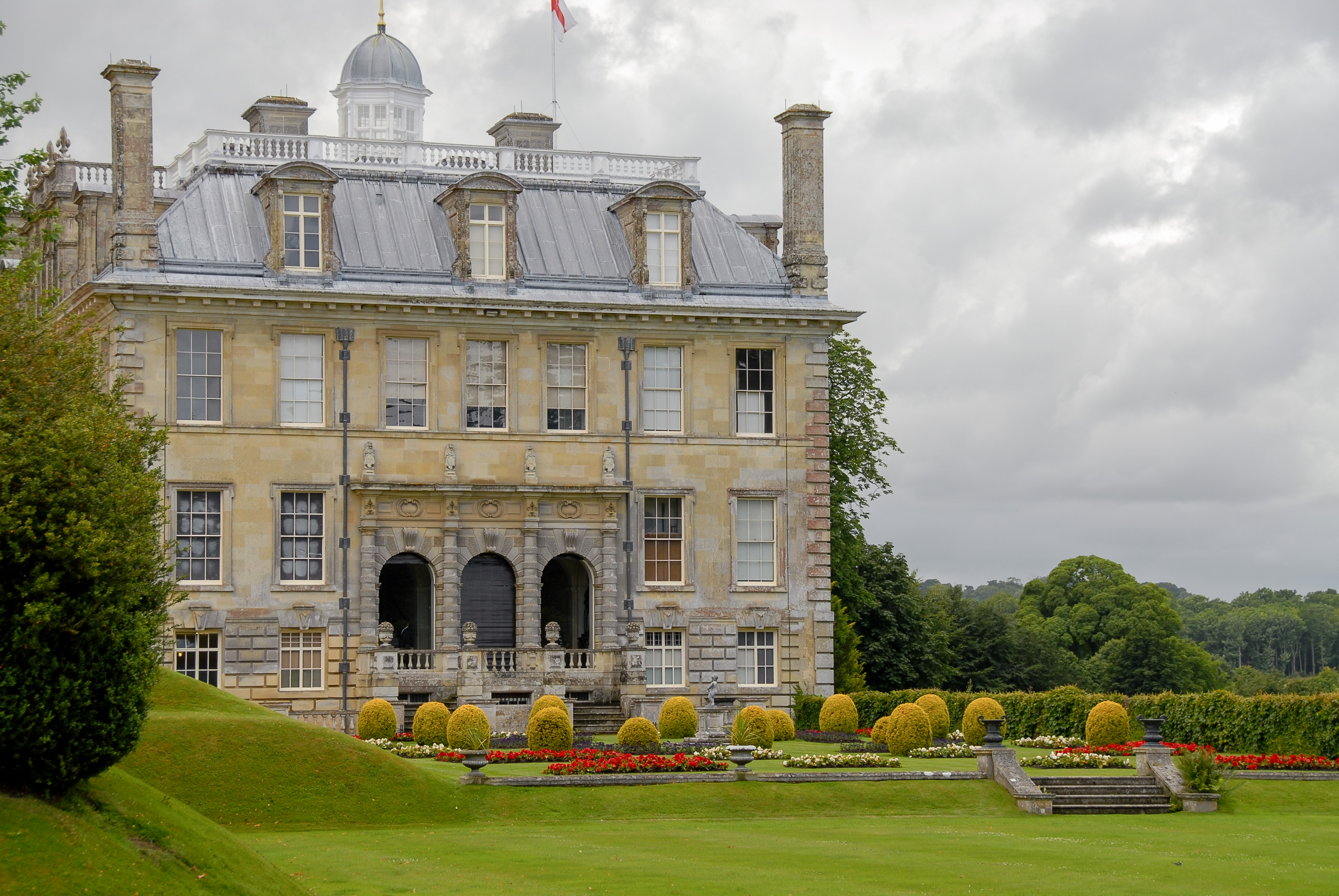
Східний фасад будинку.